# Louis Étienne Thirioux
Louis Étienne Thirioux (* 18. März 1846 in Saint-Aignan-le-Jaillard, Département Loiret, Frankreich; † 11. Juni 1917 in Port Mathurin, Rodrigues) war ein französischer Amateur-Paläontologe und Friseur, der sich mit Funden subfossiler Überreste von neuzeitlich ausgestorbenen Vögeln und Reptilien einen Namen machte.

## Leben

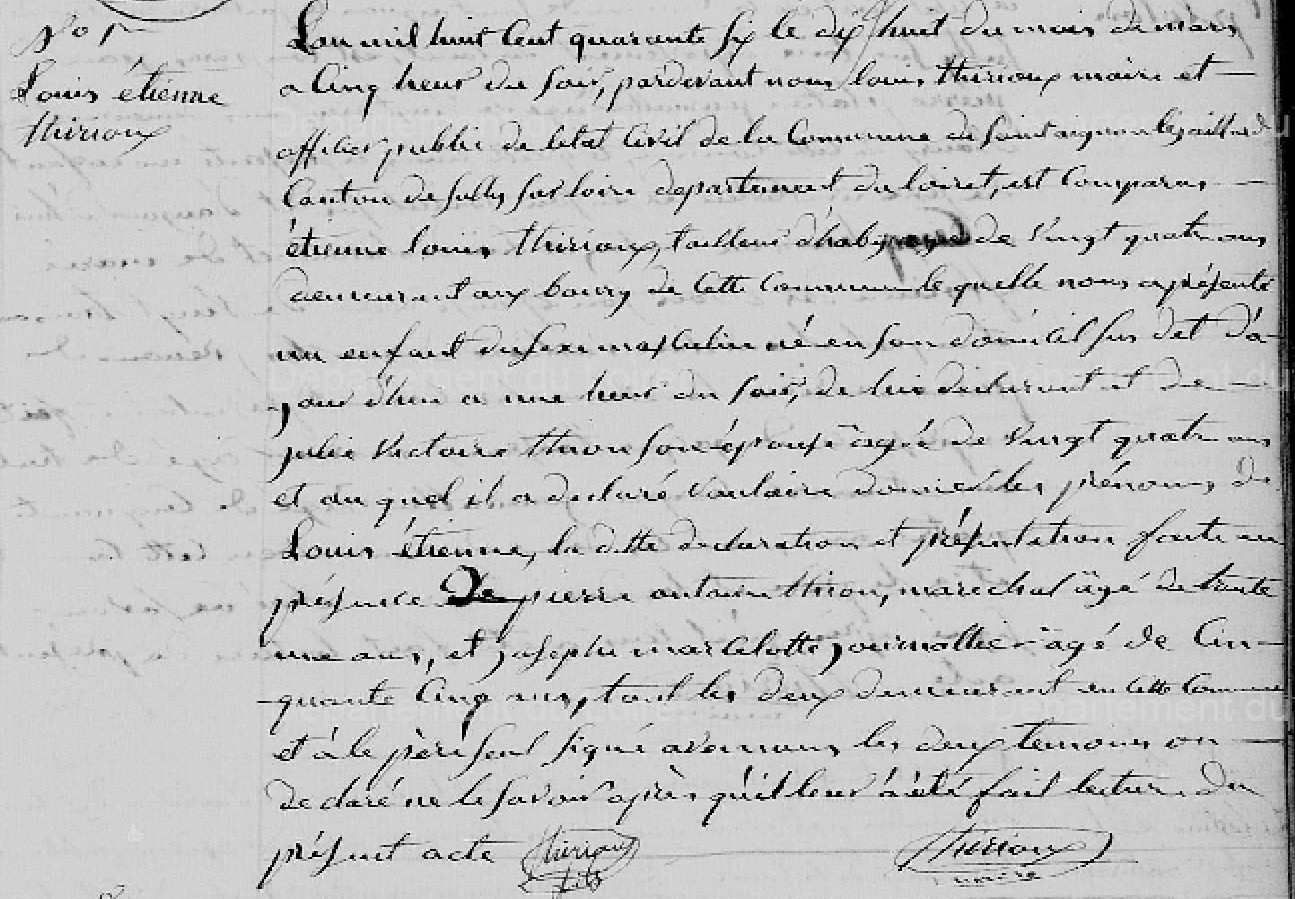
Geburtseintrag von Louis Étienne Thirioux 18. März 1846 in Saint-Aignan-le-Jaillard

Thirioux war der Sohn des Schneiders Étienne Louis Thirioux und seiner Frau Julie Victoire Thion. Er war von Beruf Modefriseur. Im Alter von 24 Jahren emigrierte er von Frankreich nach Mauritius, wo er sich in Port Louis niederließ. Im Jahr 1899 begann Thirioux mit seiner paläontologischen Arbeit auf Mauritius, insbesondere in der Umgebung der Berge Le Pouce und Corps de Garde. Daneben korrespondierte er mit Alfred Newton, dem er seine Sammlung veräußerte. Nach Newtons Tod im Jahr 1907 sandte Thirioux bis zum Jahr 1908 das subfossile Material an Hans Friedrich Gadow nach Cambridge. Thirioux sammelte hunderte subfossiler Knochen von Vögeln und Reptilien, darunter vom Mauritiusstar (Cryptopsar ischyrhynchus), der 2014 von Julian Pender Hume beschrieben wurde, von der Mauritius-Eule (Mascarenotus sauzieri), vom Mauritius-Grausittich (Psittacula bensoni) und von der Mauritiuserddrossel (Geokichla longitarsus). Im Jahr 1900 fand er am Fuß des Berges Le Pouce ein nahezu vollständiges Skelett des Mauritius-Riesenskinks (Leiolopisma mauritiana). Im Jahr 1903 fand er ein nahezu vollständiges Skelett der Mauritius-Ralle (Aphanapteryx bonasia). Im Jahr 1917 sammelte er auf der Insel Frégate bei Rodrigues die letzten beiden bekannten Exemplare des Rodrigues-Taggeckos (Phelsuma edwardnewtoni). Zu den bekanntesten Funden von Thirioux gehören jedoch zwei Dodo-Skelette, die er um 1904 in den Tälern des Berges Le Pouce zu Tage förderte und die zu den wichtigsten Dodo-Exemplaren in den Museumssammlungen zählen. Ein nahezu komplettes Skelett, das einem Individuum zugeordnet wird, befindet sich im Naturkundemuseum des Mauritius Institute. Ein zweites Skelett, das wahrscheinlich aus zwei Individuen rekonstruiert wurde, wird im Durban Natural Science Museum aufbewahrt.

## Dedikationsnamen
Nach Louis Étienne Thirioux sind die Käferart Copelatus thiriouxi, die ausgestorbene Schneckenart Erepta thiriouxi und die ausgestorbene Taubenart Columba thiriouxi benannt. Die 1914 von Eugène Louis Bouvier beschriebene Schneckenart Scyllarus thiriouxi von der Insel Mauritius gilt heute als Synonym für die Schneckenart Biarctus pumilus, die im Roten Meer und im westlichen Indischen Ozean weitverbreitet ist.